# بوسکالین
بوسکالین (به انگلیسی: Buscaline) با فرمول شیمیایی C۱۴H۲۳NO۳ یک ترکیب شیمیایی است. که جرم مولی آن ۲۵۳٫۳۴ g/mol می‌باشد.